# 2-メチルイソボルネオール
2-メチルイソボルネオール (英: 2-Methylisoborneol, 2-MIB) は、藍藻類が生成する化学物質のひとつ。ボルネオールのexo異性体イソボルネオールの2位にメチル基が付いた化合物である。

## 概要
水道水への不満としてあげられることの多い、カビ臭の原因物質の1つとして知られる（他にはゲオスミンなどが挙げられる）。このカビ臭は、貯水池などで繁殖したアナベナなどの藍藻類が産生することが知られている。人間にとっては、水中にごく微量含まれていても感知できる物質であり、閾値は5 ng/Lといわれているが、過去の実験結果では0.1–115 ng/Lとされており個人差が大きい。毒性は報告されていない。

## 処理
多くの国では浄水場において、緩速濾過法により生物学的な処理により低減、または急速濾過法による活性炭を使用した濾過が行われている。土地利用の制約が大きい日本の場合は、主に後者の手法が採られており、快適な水質を保つための目標値として粉末活性炭処理の場合0.02 µg/L以下、粒状活性炭処理の場合0.01 µg/L以下の値が定められている。